# 1 Crónicas 16
1 Crónicas 16 es el decimosexto capítulo de los Libros de Crónicas en la Biblia hebrea o el Primer Libro de Crónicas en el Antiguo Testamento de la Biblia cristiana  El libro está compilado a partir de fuentes más antiguas por una persona o grupo desconocido, designado por los eruditos modernos como «el Cronista», y su forma final se estableció a finales del siglo V o IV a. C. Este capítulo describe el último acto de transporte del Arca de la Alianza a la Ciudad de David en Jerusalén y la gran fiesta religiosa para la ocasión. Todo el capítulo pertenece a la sección que se centra en el reinado de David (1 Crónicas 9:35 a 29:30).

## Texto
Este capítulo fue escrito originalmente en el idioma hebreo y está dividido en 43 versículos.

### Testigos textuales
Algunos manuscritos antiguos que contienen el texto de este capítulo en hebreo bíblico son de la tradición del Texto masorético, que incluye el Códice de Alepo (siglo X) y el Códice Leningradensis (1008).
También existe una traducción al griego koiné conocida como la Septuaginta, realizada en los últimos siglos a. C. Entre los manuscritos antiguos existentes de la versión de la Septuaginta se encuentran el Códice Vaticano (B; {\displaystyle \ ara{G}}B; siglo IV), Codex Sinaiticus (S; BHK: {\displaystyle \ ara{G}}S; siglo IV), Codex Alexandrinus (A; {\displaystyle \ ara{G}}A; siglo V) y Codex Marchalianus (Q; {\displaystyle \ ara{G}}Q; siglo VI).